# Leentjer
Op Leentjer of Lintjer is een gehucht ten oosten het dorp Siddeburen (gemeente Midden-Groningen) in de Nederlandse provincie Groningen. Het ligt aan de Oudeweg tussen Siddeburen en Wagenborgen, bij een voormalige draaibrug aan de driesprong met de Leentjerweg. Het gehucht bestaat uit enkele boerderijen en huizen en ontleent zijn naam vermoedelijk aan een boerderij of herberg die hier aan de Munnikesloot stond. Leentjer was een bekende aanduiding, maar is nooit een zelfstandig buurtschap geweest. 
De oudste vermelding betreft 12 deimt land achter die Lintje in de Oosterweeren in 1709. De Oosterweeren was een laag gelegen gebied ten noordoosten van Leentjer, met smalle opstrekkende kavels en verspreide keuterboerderijen die in de twintigste eeuw grotendeels gesloopt zijn. De familienaam Lintier komt ten minste sinds 1689 voor; een andere familie uit Siddeburen koos in 1812 de bestaande naam Lenting. Een notitie van de predikant uit 1772 geeft aan dat de Lintjer tussen de Ooster- en de Westersanden was gelegen. Het huis de Lintjerie werd in 1778  met 28 deimt land verkocht.
Het toponiem is mogelijk verwant aan de waternaam Linde en verwijst naar een waterloop met 'rustig stromend water'. In 1897 is sprake van de Lentjer schipvaart aldaar. Ook was hier ten minste vanaf 1850 een bakkerij met herberg gevestigd.  
Tussen 1787 en 1916 stond ten noorden van Leentjer de poldermolen van de Groote Oostwolderpolder. Tussen 1929 en 1941 had Leentjer een stopplaats aan het Woldjerspoor. 
Ten noorden van Leentjer ligt nu een zuiveringsinstallatie.
Dorpen: Borgercompagnie · Foxhol · Froombosch · Harkstede · Hellum · Hoogezand · Kiel-Windeweer · Kolham · Kropswolde · Luddeweer · Meeden · Muntendam · Noordbroek · Overschild · Sappemeer · Scharmer · Schildwolde · Siddeburen · Slochteren · Steendam · Tripscompagnie · Tjuchem · Waterhuizen · Westerbroek · Woudbloem · Zuidbroek

Buurtschappen: Achterdiep · Akkereinden · Ayngehorn · Beneden Veensloot · Blokum · Bokhörn · Borgweg · Boven Veensloot (deels) · Bovenhuizen · Bovenstreek · Buitenhuizen · Denemarken · Drukkebuurt · Duurkenakker · Eelshuis · Foxham · Foxholsterbosch · Gaarland · Gaarveen · De Hammen · Den Ham · Hamweg · Heerenlaan · Heidenschap · De Hole · Huisweeren · Jagerswijk · Kalkwijk · Kiel · Klein Harkstede (deels) · Kleinemeer · 't Klooster · Korengarst · Kostverloren · Lageland · Langewijk · Leentjer · Lula · Medumertol · Nieuwe Compagnie · Noordbroeksterhamrik · Noordbroeksterveen · Oosterweeren · Oostwold · Oude Verlaat · De Paauwen · Roeksweer · Ruiten · Schaaphok · Schildland ·  Siddebuursterveen · Spitsbergen · Stootshorn · Tusschenloegen · Tussenklappen · Uiterburen · Uitham · Veendijk · Het Veen · 't Veen · Veenhuizen · Vossenburg · Weereweg · Westeind · Wilderhof · Windeweer · Winkelhoek · Wolfsbarge · De Zanden · Zandwerf · Zuiderveen 

Wijk: Gorecht · Gouden Driehoek · Martenshoek · Meerwijck · Ruitershorn · Rengerspark · Sappemeer-Noord · De Vosholen · Woldwijck · Zuiderpark

Groningen: Steden en dorpen      Nederland: Provincies · Gemeenten